# Tissu Parramatta
Le tissu Parramatta est un tissu du début du XIXe siècle provenant de la ville de Parramatta en Australie. 

## Tissu grossier

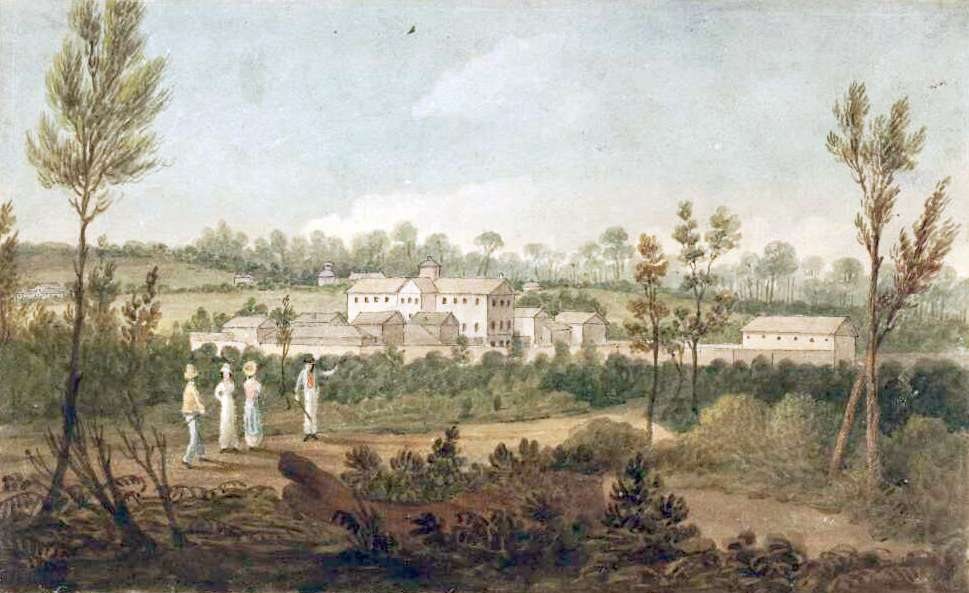
Parramatta female factory.

À l'origine, il s'agissait d'un tissu grossier produit par les détenues de l'usine pénitentiaire pour femmes de Parramatta et utilisé pour les vêtements des condamnées. Après 1815, le tissu fut produit dans une usine séparée, produisant un tweed de qualité supérieure qui fut imité par les producteurs anglais,,,.
La Parramatta Female Factory était une prison pour les femmes déportées pénales et les femmes qui avaient commis un crime dans la colonie. Les détenues étaient contraintes d'effectuer divers travaux, notamment le filage et le tissage. Le tissu Parramatta était à l'origine un tissu grossier de qualité inférieure, également connu sous le nom de « tissu d'usine » un type de toile grossière en laine. La Parramatta Female Factory produisait également du tissu en lin pour les vêtements des condamnés,.

## Produits ultérieurs

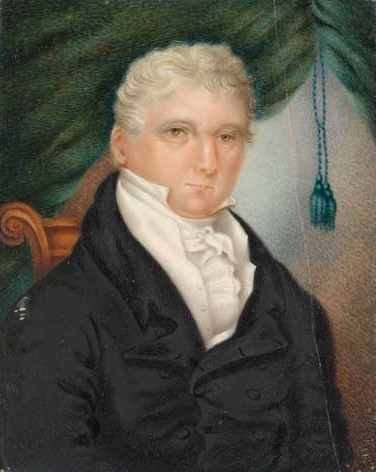
un ancien condamné devenu un riche entrepreneur.

En 1815, Simeon Lord (en) installa une usine à Botany Bay où les tissus de Parramatta étaient finis et teints, produisant un tweed de haute qualité et coûteux,. Ce tissu acquit une réputation suffisante pour être imité par les fabricants anglais de Bradford, qui ont ensuite commercialisé leurs propres produits sous le nom de Parramatta Cloth.

### Variations
Le Piece Goods Manual fait référence au Paramatta comme un tissu léger tissé avec un motif de sergé spécifique utilisant du coton et des fils peignés Botany. Il est couramment utilisé pour fabriquer des articles imperméables.